# Магдалена Юлих-Клеве-Бергская
Магдалена Юлих-Клеве-Бергская (нем. Magdalena von Jülich-Kleve-Berg; 2 октября 1553, Клеве — 30 августа 1633, Майзенхайм) — дочь герцога Вильгельма Юлих-Клеве-Бергского и его второй жены Марии Австрийской, принцесса, в замужестве — герцогиня и пфальцграфиня Цвейбрюкена.

## Биография
1 октября 1579 года состоялась свадьба Магдалены с Иоганном Хромым, герцогом и пфальцграфом Цвейбрюкена. Ее старшая сестра Анна вышла замуж за старшего брата Иоганна. 
В 1609 году умирает бездетным брат Магдалены и Анны Иоганн Вильгельм. На основании привилегий, пожалованных  Карлом V в качестве свадебного подарка Вильгельму и Марии, наследники дочерей, родившихся от этого брака, могут претендовать на герцогство Юлих-Клеве-Берг. Кроме Иоганна Хромого выдвинули также претензии Иоганн III Сигизмунд, зять умершей старшей сестры Мария Элеонора, и Филипп Людвиг, муж средней сестры Анны. Кроме того были выдвинуты претензии курфюршеством Саксонским на основании соглашения с императором. В спор за наследование герцогством прямо или косвенно оказались втянуты все европейские дома, включая Габсбургов и французские дома. Противостояние вылилось в войну за клевское наследство, закончившеюся после смерти французского короля Генриха IV (1610) в 1614 году договором в Ксанте, по которому герцогство было разделено на две части и перешло в управление Бранденбурга и Нойбурга. Муж Магдалены умер в 1604 году, а ее старший сын Иоганн II Младший не был принят во внимания при разделе Юлих-Клеве-Берга.
В 1614 году Иоганн приказал расширить замок, пристроив северную часть замка к замковой церкви в Майзенхайме, второй резиденции виттельсбахских герцогов Цвейбрюккена. Это здание перешло в управление Магдалены и стало ее резиденцией в качестве вдовы, где она и умерла 30 августа 1633 года. Магдалена была захоронена в семейной усыпальнице в церкви Майзенхайма.

## Семья
От брака с Иоганном I Хромым родилось двенадцать детей:
- Людвиг Вильгельм (1580—1581)
- Мария Елизавета (1581—1637)

∞ 1601 пфальцграф Георг Густав, граф Пфальц-Фельденца (1564—1634)
- Анна Магдалена (*/† 1583)
- Иоганн II (1584—1635), пфальцграф Цвейбрюкена

∞ 1. 1604 принцесса Екатерина де Роган (1578—1607)
∞ 2. 1612 пфальцграфиня Луиза Юлиана фон Зиммерн (1594—1640)
- Фридрих Казимир (1585—1645), пфальцграф Цвейбрюккен-Ландсберга

∞ принцесса Эмилия Антверпиана Оранская-Нассау (1581—1657)
- Елизавета Доротея (1586—1593)
- сын (*/† 1588)
- Иоганн Казимир (1589—1652), пфальцграф Цвейбрюккен-Клеебург

∞ принцесса Катарина Шведская (1584—1638)
- дочь (*/† 1590)
- Амалия Якоба Генриетта (1592—1655)

∞ 1638 граф Якоб Франц фон Пестакальда († 1645)
- сын (*/† 1593)[8]